# 迎暉路駅
迎暉路駅（げいきろえき、中国語：迎暉路站、英語：Yinghui Road Station）は中国四川省成都市成華区建材路にある、成都地下鉄7号線の駅。2017年6月2日に開業。建設段階での駅名は「建材南路駅」。施工者は中鐵二局第二工程有限公司。

## 歴史
- 2014年5月12日 - 駅の南側の主要構造が完成[3]。
- 2016年1月30日 - 駅の北側の主要構造が完成[3]。
- 2017年12月6日 - 開業[1]。

## 駅構造
島式ホーム1面2線の地下駅。
| 地上      |                                     | 出入口                          |  |
| 地下 一階 | 駅ロビー                            | 安全検査、券売機、駅売店        |  |
| 地下 二階 |                                     | ■7号線 外回り （次の駅:槐樹店） |  |
| 地下 二階 | 島式ホーム                          |                                 |  |
| 地下 二階 | ■7号線 内回り （次の駅:成都東客駅） |                                 |  |

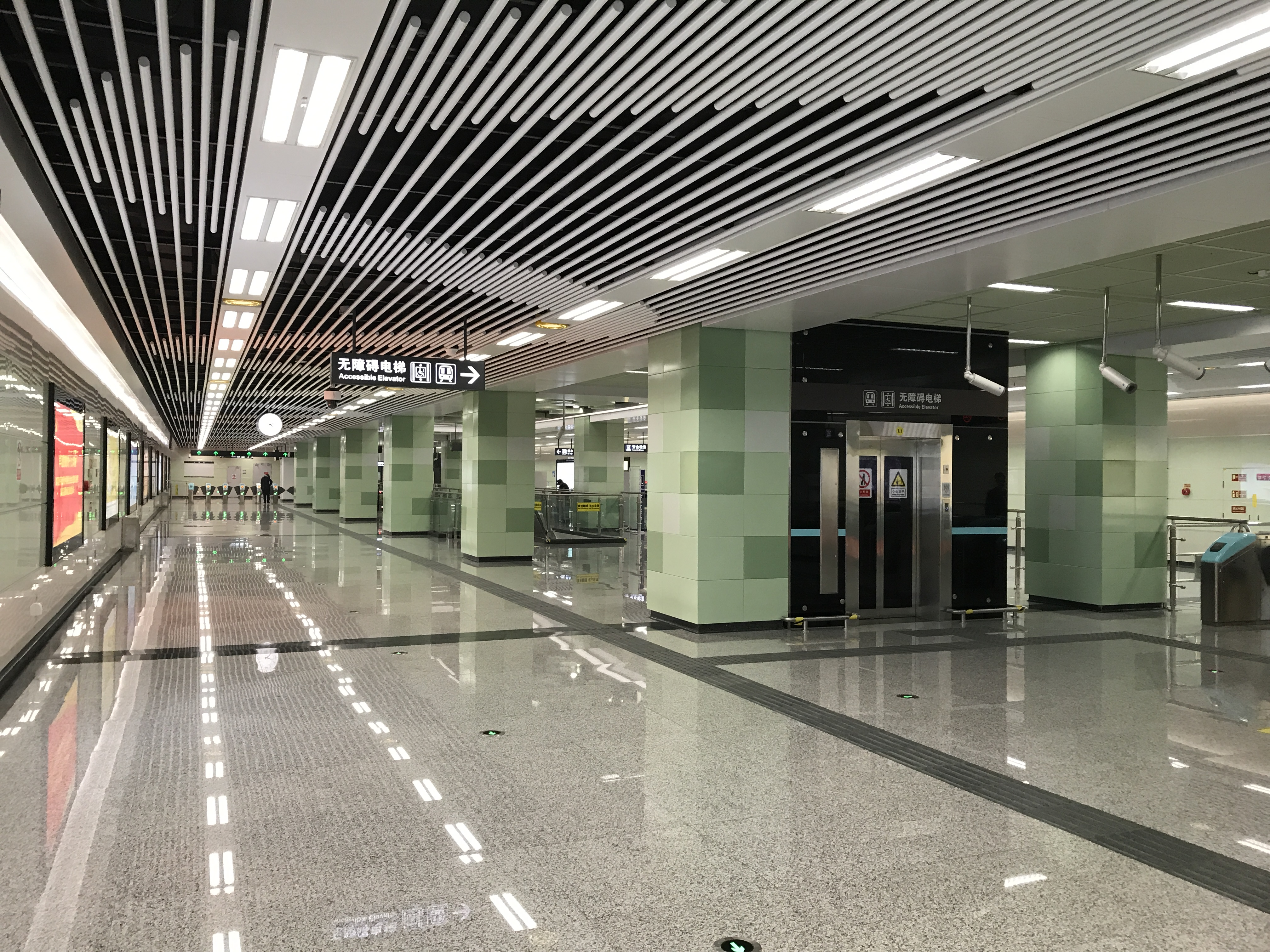
一階ロビー
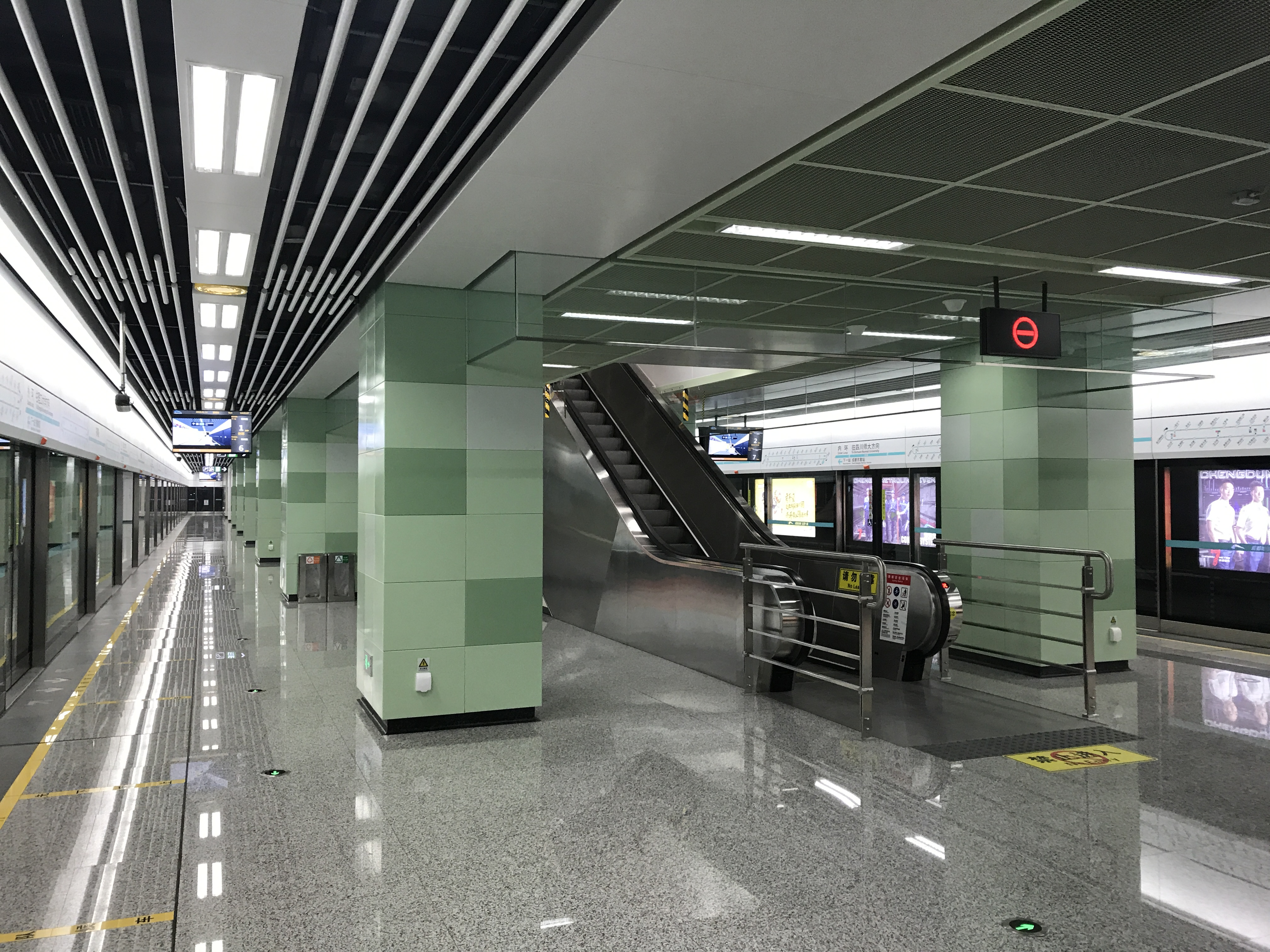
ホーム

## 出入口
出入口は3つ設計されているが、2018年現在は2つ使用されている。
|                                               |      |        |                          |
| 出入口番号                                    | 設備 | 場所   | 出入口周辺               |
| 出口 · A                                      |      | 建材路 | 陽光100米婭中心          |
| 出口 · B                                      |      | 迎暉路 | 東虹路社区総合管理服務站 |
| 注： エレベーター \| 車椅子の昇降台 \| トイレ |      |        |                          |

## 隣の駅
成都地下鉄
■7号線
槐樹店駅 - 迎暉路駅  - 成都東客駅